# Brachodes flagellatus
Brachodes flagellatus is een vlindersoort uit de familie Brachodidae. De wetenschappelijke naam is voor het eerst geldig gepubliceerd in 2002 door Axel Kallies.

## Voorkomen
De soort komt voor in Tibet.